# Maik Hammerschmidt
Maik Hammerschmidt (* 3. März 1973) ist ein deutscher Wirtschaftswissenschaftler und Hochschullehrer. Er forscht und lehrt an der Universität Göttingen. Er promovierte und habilitierte an der Universität Mannheim am Lehrstuhl für Marketing II von Hans Bauer. Sein Kernfachgebiet ist das Marketingcontrolling, das Marketing Performance Measurement, das Dienstleistungsmarketing und Social Media Marketing. Hammerschmidt ist Autor bzw. Herausgeber mehrere Fachbücher und zahlreicher Aufsätze in akademischen Zeitschriften. Seine Werke erschienen unter anderem im Journal of Marketing, im Journal of the Academy of Marketing Science, im Journal of Business Research und im Journal of Service Research. Zudem ist er für renommierte Fachzeitschriften als Gutachter tätig.

## Auszeichnungen
Hammerschmidt ist für seine wissenschaftliche Arbeit mehrfach von der American Marketing Association, der weltweit führenden wissenschaftlichen Vereinigung im Marketingbereich, und der Sheth Foundation ausgezeichnet worden.

## Ausgewählte Publikationen
- Toward a Theory of Spirals: The Dynamic Relationship Between Organizational Pride and Customer-Oriented Behavior, Journal of the Academy of Marketing Science, Vol. 48, No. 3, p. 1-22, 2020 (zus. mit T. Krämer, W. Weiger und M. Gouthier).
- The Perils of Service Divestment Initiatives: When and Why Customers Seek Revenge and How It Can Be Attenuated, Journal of Service Research, Vol. 22, No. 3, p. 301-322, 2019 (zus. mit Ch. Hänel und H. Wetzel).
- Don’t You Dare Push Me: How Persuasive Social Media Tactics Shape Customer Engagement, Journal of the Association for Consumer Research, Vol. 3, No. 3, p. 364–378, 2018 (zus. mit W. Weiger und H. Wetzel).
- Building and leveraging sports brands: Evidence from 50 years of German professional soccer, Journal of the Academy of Marketing Science, Vol. 46, No. 4, p. 591–611, 2018 (zus. mit S. Hattula, H. Wetzel und H. J. van Heerde).
- Can doing good lead to doing poorly? Firm value implications of CSR in the face of CSI, Journal of the Academy of Marketing Science, Vol. 45, No. 5, p. 677–697, 2017 (zus. mit I. Lenz und H. Wetzel).
- Channels in the Mirror: An Alignable Model for Assessing Customer Satisfaction in Concurrent Channel Systems, Journal of Service Research, Vol. 19, No. 1, p. 88–101, 2016 (zus. mit T. Falk und B. Weijters).
- Gratitude versus Entitlement: A Dual Process Model of the Profitability Implications of Customer Prioritization, Journal of Marketing, Vol. 78, No. 2, 2014, p. 1–19 (zus. mit H. Wetzel und A. R. Zablah).
- Principles and Principals: Do Customer Stewardship and Agency Control Compete or Complement when Shaping Frontline Employee Behavior?, Journal of Marketing, Vol. 76, No. 6, 2012, p. 1–20 (zus. mit J. Schepers, T. Falk, K. De Ruyter und A. De Jong).
- Marketingpläne – Eine Einführung für die praktische Anwendung Spektrum Akademischer Verlag: Heidelberg, 2008 (hrsg. mit H. H. Bauer).
- Marketingeffizienz: Messung und Steuerung mit der DEA – Konzept und Einsatz in der Praxis. München, Vahlen, 2006 (hrsg. mit H. H. Bauer und M. Staat).
- Effizienzanalyse im Marketing – Ein produktionstheoretisch fundierter Ansatz auf Basis von Frontier Functions Dissertation, Gabler-Verlag, Wiesbaden, 2006.
- Marketing Performance: Messen – Analysieren – Optimieren Gabler-Verlag: Wiesbaden, 2006 (zus. mit H. H. Bauer und G. Stokburger).